# Margareta van den Bosch
Alice Kerstin Margareta van den Bosch, född Karlsson den 27 december 1942 i Falun, är en svensk modedesigner. 
Margareta van den Bosch studerade mode på Beckmans designhögskola i Stockholm 1961-1965. Hon var mellan 1986 och 2007 chefsdesigner på Hennes & Mauritz. Hon finns kvar inom företaget som kreativ rådgivare och ansvarig för dess internationella modesamarbeten. Hon är dessutom ledamot av Beckmans designhögskola, där hon har arbetat som lärare.
År 2001 belönades Hennes & Mauritz med Margareta van den Bosch i spetsen med Guldknappen av tidningen Damernas Värld. År 2005 listades hon av tidningen Göteborgs-Posten på plats 44 av Sveriges 100 mäktigaste personer. År 2009 fick hon Elle-galans hederspris.  År 2013 tilldelades hon medaljen Illis Quorum av åttonde storleken.